# Joey Graceffa
Joseph Michael „Joey“ Graceffa (* 16. Mai 1991 in Marlborough, Massachusetts) ist ein US-amerikanischer YouTuber, Schauspieler und Autor.

## Leben und Karriere

### 1991–2006: Frühes Leben
Joey Graceffa wurde am 16. Mai 1991 als Sohn von Debbie und Joe Graceffa geboren. Graceffa hat zwei Geschwister; eine Schwester Nicole und einen Bruder Jett. Er machte 2009 seinen Abschluss an der Marlborough High School.

### 2007–2009: Anfänge auf YouTube
Joey Graceffa fing 2007 mit seiner Highschool-Klassenkameradin und Freundin Brittany Joyal an, Videos auf YouTube auf seinem Kanal WinterSpringPro hochzuladen. Zu der Zeit lernte er auch Shane Dawson kennen, mit dem er bis heute gut befreundet ist. Im Jahr 2009 fing Joey an, Videos auf seinem eigenen Kanal JoeyGraceffa hochzuladen.

### 2010 bis heute: Steigende Popularität auf YouTube undThe Amazing Race
Joey Graceffa lädt tägliche Videoblogs auf seinem Kanal hoch, die als Vlogs bekannt sind.
2013 waren Joey Graceffa und Meghan Camarena – ebenfalls eine YouTube-Persönlichkeit – Kandidaten bei The Amazing Race 22. Die beiden schafften es bis zur zehnten Etappe, bevor sie eliminiert wurden. In einem Interview mit The Hollywood Reporter sagte Joey Graceffa: „Es gab viele schlechte Zeiten, aber insgesamt war es definitiv gut. Es war eine unglaubliche Erfahrung und ich würde es liebend gern wieder tun.“ Später waren die beiden wieder in einem Team bei The Amazing Race: All-Stars.
Ende 2013 und Anfang 2014 trat Joey Graceffa in seiner eigenen Webserie Storytellers als Hauptdarsteller auf. Außerdem trat Graceffa Ende 2013 dem StyleHaul YouTube-Netzwerk bei. 2014 spielte Graceffa in seinem eigenen Kurzfilm Eon die Hauptrolle. Im gleichen Jahr spielte er in Ethereal neben Joey Pollari. Von 2012 bis 2014 trat Graceffa in verschiedenen BlackBoxTV Kurzfilmen auf. Außerdem nahm er von 2013 bis 2014 an der Webserie MyMusic von den Fine Brothers teil. Graceffa wurde für zwei Auszeichnungen bei den Teen Choice Awards 2014 nominiert. Außerdem gewann er die Auszeichnung für den „besten Schauspieler in einem Drama“ bei den Streamy Awards im Jahr 2014 für seine Darstellung als Hunter Crowley in Storytellers. Graceffa wurde von Common Sense Media zu einem von „10 YouTube-Stars, die deine Kinder lieben“ gewählt.
2015 veröffentlicht Joey Graceffa seine Autobiografie im Keywords Press Verlag, einer Untergruppe von Simon & Schuster namens In Real Life. Seit März 2015 hat Joey Graceffa über vier Millionen Abonnenten. Mittlerweile (Juni 2016) hat er über 6 Millionen Abonnenten erreicht.
Im Mai 2015 veröffentlichte Graceffa seine erste Single „Don’t Wait“. Das begleitende Musikvideo erschien am 16. Mai. Am Ende des Videos outet sich Graceffa als homosexuell, indem er die andere männliche Hauptrolle küsst. Auch in seiner Autobiografie In Real Life: My Journey to a Pixelated World bestätigt Graceffa, dass er schwul ist. Außerdem bestätigte er am 14. Februar 2016 seine Beziehung zu Daniel Christopher Preda, der die zweite Hauptrolle in seinem Musikvideo übernommen hatte.
Am 22. Juni 2016 wurde die erste Episode einer YouTube-Premium-Miniwebserie mit dem Titel Escape The Night veröffentlicht. Graceffa übernahm neben anderen YouTubern wie Shane Dawson, Eva Gutowski, Glozell Green, Oli White, Timothy Delaghetto, Andrea Brooks, Matthew Haag, Justine Ezarik, Sierra Furtado und Lele Pons eine Hauptrolle. Die erste Episode der zehnteiligen ersten Staffel erreichte über 24.000.000 Aufrufe und wurde für eine zweite Staffel erneuert. Die zweite Staffel begann am 22. Juni 2017, wieder mit Graceffa in der Hauptrolle. Neben ihm traten YouTuber Liza Koshy, Alex Wassabi, Lauren Riihimaki, DeStorm Power, Gabbie Hanna, Jesse Wellens, Andrea Russett, Tyler Oakley und Tana Mongeau in weiteren Rollen auf. Die dritte Staffel begann am 21. Juni 2018 mit Graceffa, Nikita Dragun, Teala Dunn, Safiya Nygaard, Manny MUA, Roi Wassabi, Rosanna Pansino, JC Caylen, MatPat und Colleen Ballinger in den Hauptrollen. Die vierte und zugleich letzte Staffel startete am 11. Juli 2019. Neben Graceffa spielten diesmal Rosanna Pansino, Alex Wassabi, Timothy Delaghetto, DeStorm Power, Justine Ezarik, Tana Mongeau, Colleen Ballinger, Gabbie Hanna, Bretman Rock, Nikita Dragun, MatPat und Liza Koshy eine Rolle.

## Filmografie

### Film
| Jahr         | Film               | Rolle                                                                 | Anmerkungen                                              |
| ------------ | ------------------ | --------------------------------------------------------------------- | -------------------------------------------------------- |
| 2014         |                    |                                                                       |                                                          |
| Eon          | Drifter            | Kurzfilm; auch als Produzent beteiligt                                |                                                          |
| Ethereal     | Zane               | Kurzfilm; auch als ausführender Produzent beteiligt                   |                                                          |
| Haunting Ian | Ian                | Kurzfilm; auch als Drehbuchautor und ausführender Produzent beteiligt |                                                          |
| 2016         | Absolute Peril     | Jake                                                                  | Kurzfilm                                                 |
| 2016         | Children of Eden   | Ash                                                                   | Kurzfilm; auch als Drehbuchautor und Produzent beteiligt |
| 2017         | Den Sternen so nah | Student                                                               |                                                          |

### Fernsehen
| Jahr       | Film                | Rolle         | Anmerkungen                                       |
| ---------- | ------------------- | ------------- | ------------------------------------------------- |
| 2013– 2014 | The Amazing Race    | Joey Graceffa | Staffel 22 (10 Episoden), Staffel 24 (3 Episoden) |
| 2015       | Huge on the Tube    | Joey Graceffa | Episode: „Joey Graceffa“                          |
| 2015       | Influencer Journeys | Joey Graceffa |                                                   |
| 2017       | Haters Back Off     | Joey Graceffa | Episode: „meine erste liebe“                      |

### Webserien
| Year       | Film             | Rolle                | Anmerkungen |
| ---------- | ---------------- | -------------------- | --- |
| 2012–heute | BlackBoxTV       | Hotelangestellter #2 | Episode: Silverwood: The Perfect Night |
| 2012–heute | BlackBoxTV       | Adrian White         | Episode: Zombie |
| 2012–heute | BlackBoxTV       | Unbenannt            | Episode: The Babysitter |
| 2012–heute | BlackBoxTV       | Aaron                | Episode: The Fourth Door |
| 2013– 14   | MyMusic          | Vampire Temp         | Wiederkehrende Rolle, 6 Episoden |
| 2013       | Storytellers     | Hunter Crowley       | Hauptrolle; 6 Episoden Auch als ausführender Produzent, Drehbuchautor und Mitgestalter beteiligt Streamy Award für den besten Schauspieler in einem Drama |
| 2016–2019  | Escape The Night | Joey Graceffa        | Hauptrolle |

## Diskografie

### Extended Plays
- 2019: Kingdom

### Singles
- 2015: Don’t Wait (Erstveröffentlichung: 12. Mai 2016)
- 2018: Kingdom (Erstveröffentlichung: 26. Dezember 2018)

## Bibliografie
- In Real Life: My Journey to a Pixelated World (2015)
- Children of Eden (2016)
- Elites of Eden (2017)
- Rebels of Eden (2018)

## Auszeichnungen und Nominierungen
| Jahr | Nominierung        | Kategorie                                                 | Ergebnis  |
| ---- | ------------------ | --------------------------------------------------------- | --------- |
| 2014 | Teen Choice Awards | „Teen Choice Award for Choice Web Star: Male“             | Nominiert |
| 2014 | Teen Choice Awards | „Teen Choice Award for Choice Web Star: Gaming“           | Nominiert |
| 2014 | Streamy Awards     | „Best Male Actor in a Dramatic Web Series – Storytellers“ | Gewonnen  |
| 2014 | Streamy Awards     | „Best Drama Series – Storytellers“                        | Nominiert |
| 2015 | Teen Choice Awards | „Teen Choice Award for Choice Web Star: Male“             | Nominiert |
| 2015 | Streamy Awards     | „Best Lifestyle Series“                                   | Nominiert |
| 2016 | Teen Choice Awards | „Teen Choice Award for Choice Web Star: Male“             | Nominiert |
| 2016 | Streamy Awards     | „Best Ensemble Cast – Escape The Night“                   | Gewonnen  |
| 2017 | Shorty Awards      | „Best Web Series – Escape The Night“                      | Nominiert |